# Ross Castle

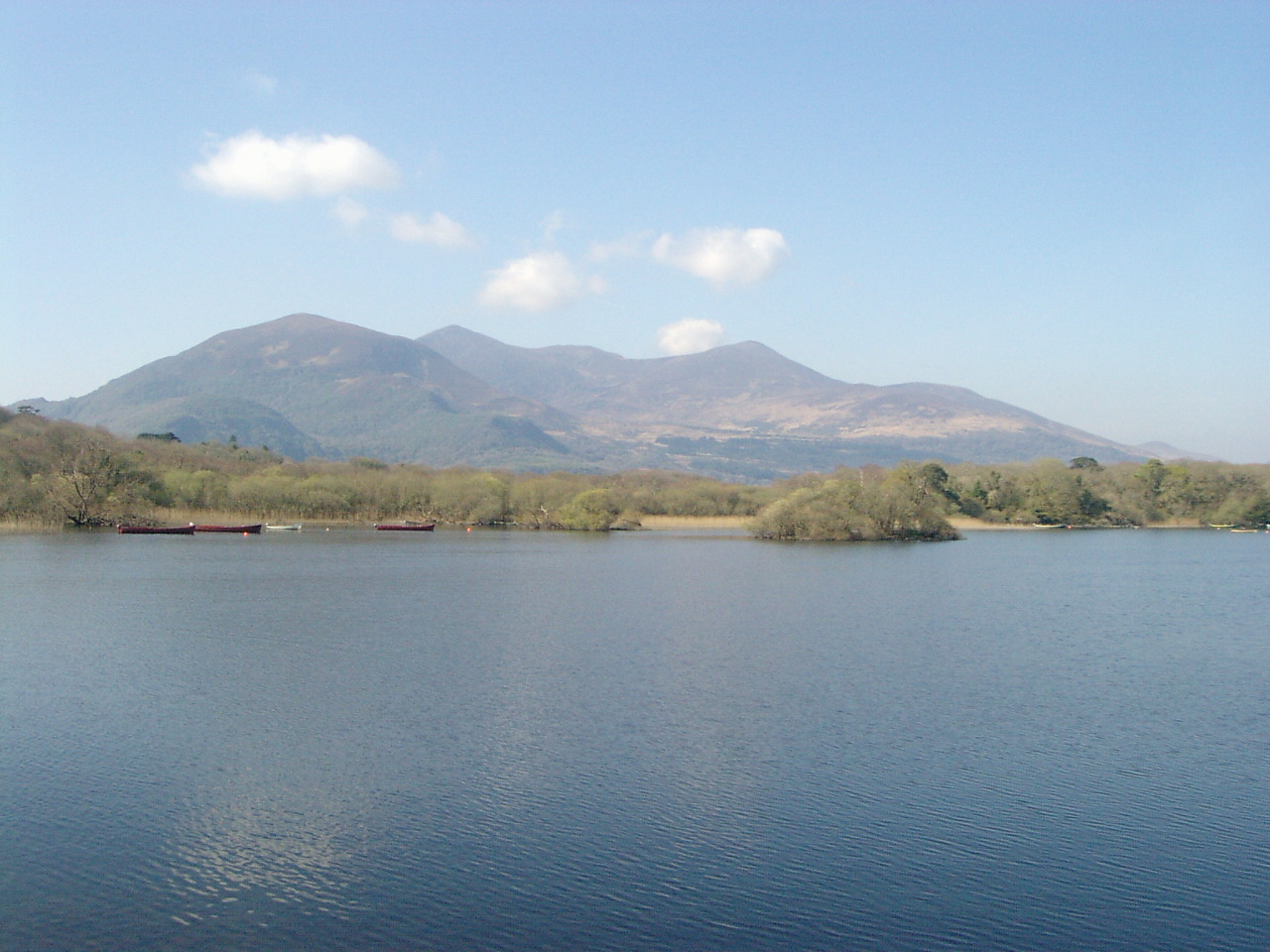
Lough Leane

Ross Castle, ook wel O'Donoghue Castle, is een kasteel nabij Killarney aan de rand van het meer Lough Leane in Killarney National Park, Ierland. Het is gebouwd aan het eind van de 15e eeuw door de lokale O'Donoghue clan.
Vanaf Ross Castle zijn boten te huren voor trips op het meer. Er zijn er die Innisfallen Island aandoen. Het kasteel ligt aan de Ring of Kerry en de Kerry Way.

## Trivia
- Ross Castle werd genoemd in het boek De Da Vinci Code van Dan Brown.
- In Galway staat een landhuis dat ook Ross Castle heet.